# بلدة ساوثفيلد (ميشيغان)
ساوثفيلد (بالإنجليزية: Southfield Township, Michigan)‏ هي بلدة تقع في مقاطعة أوكلاند (ميشيغان) بولاية ميشيغان في الولايات المتحدة. تأسست عام 1830، تبلغ مساحتها 20.9 (كم²)، وترتفع عن سطح البحر 210 م، بلغ عدد سكانها 14547 نسمة في عام 2010 حسب إحصاء مكتب تعداد الولايات المتحدة .

## وصلات خارجية
- - The US50 - Cities and Towns in Michigan State
- Michigan Cities and Towns, Facts, Map, Flag, Colleges, Government, and More